# Planet
Planet  è stata una rete televisiva satellitare italiana realizzata dall'editore Digicast.

## Storia
Planet venne lanciata il 12 ottobre 1997 sulla televisione satellitare a pagamento. Era un'emittente di documentari, diretta da Giusto Toni, con una programmazione incentrata sulla cultura, i reportage, i viaggi e le inchieste sui fatti della storia contemporanea.
Trasmetteva le migliori produzioni internazionali in ambito documentaristico, insieme a reportage e documentari italiani. Planet vinse nel 2005 per il secondo anno consecutivo l'Hot Bird TV Awards, il più importante riconoscimento internazionale che ogni anno premia le migliori emittenti tematiche via satellite.
Dal 31 luglio 2003, data di lancio della piattaforma Sky Italia, Planet fece parte del pacchetto "Mondo SKY", e gli venne assegnata la numerazione automatica 430. Dal 1º gennaio 2006, Planet non fu più un canale visibile in esclusiva con Sky, diventò gratuito e traslocò nella fascia 800-900, dedicata agli altri canali "free to air", dove gli venne assegnata la numerazione 828, fino al 30 giugno 2007, quando cessò le trasmissioni e fu chiuso definitivamente.